# Lucas João (Fußballspieler)
Lucas Eduardo Santos João (* 4. September 1993 in Luanda, Angola) ist ein portugiesischer Fußballspieler, der seit 2023 beim chinesischen Verein Shanghai Port FC unter Vertrag steht.

## Karriere

### Im Verein
Lucas João wurde in Angola geboren und siedelte in der Kindheit mit seiner Familie nach Portugal über. Er spielte ab 2011 in der Nachwuchsabteilung von Nacional Funchal. Im Jahr darauf erhielt er bei dem Verein einen Profivertrag, wurde jedoch umgehend für eine Saison an den Drittligisten SC Mirandela ausgeliehen. Dort überzeugte João mit 12 Toren in 27 Ligaeinsätzen. Zur Saison 2013/14 kehrte er zu Nacional Funchal zurück. Am 15. September 2013 debütierte er als Einwechselspieler in der Primeira Liga. In der Spielzeit 2014/15 avancierte er zum Stammspieler und schoss in 30 Einsätzen seine ersten sechs Erstligatore. Zur Saison 2015/16 wechselte er zum englischen Zweitligisten Sheffield Wednesday. Vor der Saison 2019/20 unterschrieb er einen Vierjahresvertrag beim Zweitligisten FC Reading. Ende Juli 2023 wechselte er nach dem Abstieg von Reading zum Shanghai Port FC nach China. Mit seinem neuen Verein konnte er direkt die nationale Meisterschaft gewinnen.

### In der Nationalmannschaft
Lucas João bestritt fünf Länderspiele für Portugals Nachwuchsnationalteams. Am 14. November 2015 debütierte er unter Nationaltrainer Fernando Santos im Rahmen eines Freundschaftsspiels gegen Russland in der A-Nationalmannschaft.

## Erfolge
Shanghai Port FC
- Chinesischer Meister: 2023